# Сакси (Тексас)
Сакси (енгл. Sachse) град је у америчкој савезној држави Тексас. По попису становништва из 2010. у њему је живело 20.329 становника.

## Демографија
Према попису становништва из 2010. у граду је живело 20.329 становника, што је 10.578 (108,5%) становника више него 2000. године.
| Група             | 2000.         | 2010.          |
| Белци             | 8.102 (83,1%) | 12.954 (63,7%) |
| Афроамериканци    | 451 (4,6%)    | 1.808 (8,9%)   |
| Азијати           | 210 (2,2%)    | 2.259 (11,1%)  |
| Хиспаноамериканци | 801 (8,2%)    | 2.832 (13,9%)  |
| Укупно            | 9.751         | 20.329         |